# Nolana humifusa
Nolana humifusa là loài thực vật có hoa trong họ Cà. Loài này được (Gouan) I.M. Johnst. mô tả khoa học đầu tiên năm 1936.